# Match des Étoiles de la Ligue majeure de baseball 1992
Le match des Étoiles de la Ligue majeure de baseball 1992 (1992 MLB All-Star Game) est la 63e édition de cette opposition entre les meilleurs joueurs de la Ligue américaine et de la Ligue nationale, les deux composantes de la MLB.
L'événement s'est tenu le 14 juillet 1992 au Jack Murphy Stadium, antre des Padres de San Diego.

## Home Run Derby
| Jack Murphy Stadium, San Diego -- A.L. 27, N.L. 13 | Jack Murphy Stadium, San Diego -- A.L. 27, N.L. 13 | Jack Murphy Stadium, San Diego -- A.L. 27, N.L. 13 |
| Joueur                                             | Équipe                                             | Home Runs                                          |
| American League                                    | American League                                    | American League                                    |
| -------------------------------------------------- | -------------------------------------------------- | -------------------------------------------------- |
| Mark McGwire                                       | Oakland                                            | 12                                                 |
| Ken Griffey, Jr.                                   | Seattle                                            | 7                                                  |
| Joe Carter                                         | Toronto                                            | 4                                                  |
| Cal Ripken, Jr.                                    | Baltimore                                          | 4                                                  |
| National League                                    |                                                    |                                                    |
| Larry Walker                                       | Montréal                                           | 4                                                  |
| Gary Sheffield                                     | San Diego                                          | 4                                                  |
| Fred McGriff                                       | San Diego                                          | 3                                                  |
| Barry Bonds                                        | Pittsburgh                                         | 2                                                  |